# Catoria maturata
Catoria maturata là một loài bướm đêm trong họ Geometridae.